# Macronus striaticeps
El timalí pardo (Macronus striaticeps) es una especie de ave paseriforme de la familia Timaliidae endémica de Filipinas. 

## Distribución y hábitat
Se encuentra únicamente en el este y el sur del archipiélago filipino. Su hábitat natural son los bosques húmedos tropicales.